# 봉곡도서관
봉곡도서관은 경상북도 구미시 소재의 시립 도서관이다.

## 연혁
- 2005.11.09 봉곡 도서관 착공
- 2007.05.28 봉곡 도서관 준공
- 2007.11.01 봉곡 도서관 개관
- 2009.05.01 구미시시설관리공단 수탁

## 이용 시간
- 종합자료실: 평일 09:00 ~ 21:00 / 토·일요일 09:00 ~ 17:00
- 정기간행물실: 평일 09:00 ~ 21:00 / 토·일요일 09:00 ~ 17:00
- 디지털자료실: 평일 09:00 ~ 21:00 / 토·일요일 09:00 ~ 17:00
- 어린이자료실: 평일 09:00 ~ 18:00 / 토·일요일 09:00 ~ 17:00
- 열람실: 평일 08:00 ~ 22:00 / 토·일요일 08:00 ~ 22:00
- DVD코너: 평일 09:00 ~ 21:00 / 토·일요일 09:00 ~ 17:00

## 휴관일
- 자료실
  - 정기휴실일: 매월 둘째, 넷째주 월요일 및 법정공휴일
  - 임시휴실일: 장서점검 등 도서관사정으로 인한 임시휴일
- 일반열람실: 신정, 설날, 추석 연휴기간, 창립기념일(10월 1일)